# Slowenische Fußballnationalmannschaft (U-20-Männer)
Die slowische U-20-Fußballnationalmannschaft ist eine Auswahlmannschaft slowenischer Fußballspieler. Sie unterliegt dem Nogometna zveza Slovenije und repräsentiert diese auf der U-20-Ebene in Freundschaftsspielen gegen die Auswahlmannschaften anderer nationaler Verbände sowie möglichen Pflichtspielen der Altersklasse wie beispielsweise der U-20-Weltmeisterschaften. Spielberechtigt sind Spieler, die ihr 20. Lebensjahr noch nicht vollendet haben und die slowenische Staatsangehörigkeit besitzen. Bei Turnieren ist das Alter beim ersten Qualifikationsspiel maßgeblich. 

## Geschichte
Eine dezidierte U-20-Auswahlmannschaft wird seitens des slowenischen Verbandes nur zeitweise einberufen. Dies geschah erstmals 1997 zur Teilnahme am Einladungsturnier Mirop-Pokal, an dem die Auswahlmannschaft auch bei folgenden Austragungen teilnahm. Die letztmalige Teilnahme datiert von 2013, seinerzeit gingen beide Spiele gegen Italien respektive Kroatien mit jeweils 1:4 verloren.
Ein übermäßiger Erfolg blieb der slowenischen U-19-Auswahlmannschaft bei den U-19-Europameisterschaften und damit eine Qualifikation für U-20-Weltmeisterschaften hierüber versagt.